# Козя река (защитена местност)
Козя река е защитена местност в България. Намира се в землището на село Аспарухово, област Варна.
Защитената местност е с площ 120,89 ha. Обявена е на 30 май 2006 г. с цел опазване на местообитания на застрашени и редки растителни видове, като: борзеанов игловръх (Alyssum borzaeanum), български сърпец (Serratula bulgarica), картъловиден карамфил (Dianthus nardiformis), тънкожилест пелин (Artemisia lerchiana), пурпурен лопен (Verbascum purpureum), снежно кокиче (Galantus nivalis), битински синчец (Scilla bithynica), на местообитания на застрашени и редки животински видове, като: вълк (Canis lupus), дива котка (Felis silvestris), горски сънливец (Dryomys nitedula), голям нощник (Myotis myotis), ръждив вечерник (Nyctalus noctua), скален орел (Aquila chrysaetos), малък креслив орел (Aquilla pomarina), малък орел (Hieraetus pennatus), орел змияр (Circaetus gallicus), бухал (Bubo bubo), козодой (Caprimulgus europaeus), осояд (Pernis apivorus), черен щъркел (Ciconia nigra), зелен кълвач (Picus viridis), горска чучулига (Lullula arborea), както и запазването на характерен ландшафт, включващ уникални скални образувания.
В защитената местност се забранява:
- строителството;
- ловуването в периода от 31 март до 15 август;
- увреждането на скални образувания;
- разкриването на кариери и провеждане на минно-геоложки дейности;
- замърсяването с отпадъци;
- извеждането на сечи, с изключение на отгледни и санитарни;
- залесяването с неместни дървесни видове;
- промените в начина на трайно ползване на земята;
- паленето на огън;
- скалното катерене, алпинизмът и други екстремни спортове в периода от 1 март до 31 август.[1]